# OV Cephei
OV Cephei (OV Cep) es una estrella en la constelación de Cefeo, situada a 3º del polo norte celeste, de magnitud aparente +5,05.
Se encuentra, de acuerdo a la nueva reducción de los datos de paralaje de Hipparcos (7,16 ± 0,38 milisegundos de arco), a 456 años luz de distancia del sistema solar. 
OV Cephei es una gigante roja de tipo espectral M2III con una temperatura superficial de 3700 K.
Tiene una luminosidad —incluyendo la radiación infrarroja emitida— 850 veces superior a la luminosidad solar.
Su radio es 70 veces más grande que el radio solar y su masa se estima un 50% mayor que la masa solar. Como en todas las estrellas gigantes, en su núcleo ya no se produce la fusión del hidrógeno en helio; en OV Cephei, la abundancia del isótopo carbono 13 (con siete neutrones en el núcleo atómico) es unas 10 veces mayor que en el Sol, lo que evidencia la mezcla de subproductos procedentes de la fusión nuclear. El elevado contenido de este isótopo prueba que el hidrógeno se ha transformado en helio mediante el llamado ciclo CNO, en donde el carbono actúa como catalizador nuclear.
OV Cephei es, como muchas estrellas de sus características, una estrella variable. Catalogada como variable semirregular, su brillo varía entre magnitud +5,00 y +5,07 sin que exista periodicidad conocida.